# Acentrogobius chlorostigmatoides
Acentrogobius chlorostigmatoides är en fiskart som först beskrevs av Bleeker, 1849.  Acentrogobius chlorostigmatoides ingår i släktet Acentrogobius och familjen smörbultsfiskar. Inga underarter finns listade i Catalogue of Life.